# Reverend D
Reverend D (レヴェレンドディー?, Reverendo Dī) è un manga in due volumi, scritto e disegnato da Tōru Fujisawa. L'opera è stata serializzata dal 9 agosto 2006 al 9 novembre 2007 sulla rivista Comic Rex di Ichijinsha.

## Trama
Dei misteriosi casi stanno sconvolgendo la città, vengono ritrovati cadaveri tramutati in strana sabbia rossa. Vicino a questi luoghi vengono spesso avvistati due ragazzi vestiti di nero, come fosse una leggenda metropolitana, ma come ben presto Yui Izumi scoprirà, si tratta della verità e per via delle sue doti da veggente finirà con il prendere parte alla guerra tra dei preti eretici e delle bibbie nere.